# Frans Loefen
Franciscus Ignatius Jozef (Frans) Loefen (Susteren, 24 september 1932 – Nice, 31 mei 2003) was een Nederlands politicus van de KVP en later het CDA.
Hij heeft gewerkt op de gemeentesecretarie van Born waar hij het bracht tot hoofd van de afdeling algemene zaken en waarnemend gemeentesecretaris voor hij in augustus 1972 benoemd werd tot waarnemend burgemeester van Grevenbicht en Obbicht en Papenhoven. In februari 1973 werd hij daar alsnog benoemd tot burgemeester. Op 1 januari 1982 was er in het zuiden van Limburg een grote gemeentelijke herindeling waarbij die twee gemeenten opgingen in Born en Loefen benoemd werd tot burgemeester van Schinnen. Hij zou daar de burgemeester blijven tot zijn pensionering in 1997. Midden 2003 overleed hij in Frankrijk op 70-jarige leeftijd waarna hij in Sittard begraven werd.